# Sofie Hornemann
Sofie Hornemann (født 1. april 2002) er en dansk fodboldspiller, der spiller angriber for Kolding IF i Gjensidige Kvindeliga og Danmarks U/19-kvindefodboldlandshold.
Hun deltog ved U/17-EM i fodbold for kvinder 2019 i Bulgarien.
Hun skiftede i juni 2021, til de netop nykårede danske mestre fra HB Køge.